# Cnemidophorus espeuti
Cnemidophorus espeuti — вид ящірок родини теїдових (Teiidae). Ендемік Колумбії.

## Поширення і екологія
Cnemidophorus espeuti мешкають на островах Сан-Андрес і Провіденсія в Карибському морі.